# Portrait d'un homme (Memling)
Le Portrait d'un homme est un tableau du peintre primitif flamand Hans Memling, réalisé vers 1470-1475. Il se trouve à la  Frick Collection de New York.

## Description
Le personnage du tableau est un homme nu-tête aux cheveux bruns frisés, représenté en buste tourné aux trois quarts vers la gauche. Un faux cadre fin, en pierre, est ouvert sur un paysage d'été. Le visage de l'homme est éclairé d'une lumière venant de la gauche. Ses traits sont empreints de calme et de sérénité. Le château au fond à droite est peut-être le château familial du portraituré dont l'identité n'est pas établie.
Le buste est peint devant le cadre, donnant l'illusion d'un personnage qui sort du cadre et du paysage. On retrouve le même motif et la même illusion dans le Portrait de l'homme au bonnet rouge (catalogue Faggin no 108) ou dans les portraits Portinari (catalogue Faggin no 87-88).
En dépit de l'effet imposant qui se dégage de ce tableau, la couche picturale présente quelques lacunes. La chemise blanche sur le cou est à peine visible, ce qui fait penser à une abrasion. De même, le ciel est de transparence irrégulière, et on peut distinguer par endroits la couche d'impression . Le traitement pictural du visage se distingue, comme dans les autres tableaux de l'artiste, par sa facture soignée et régulière. Maryan Ainsworth constate que Memling fait ici un usage plus abondant du blanc de plomb que dans les portraits Portinari; c'est pourquoi elle propose une datation un peu plus tardive du panneau - vers 1475.

## Historique
En 1929, ce tableau est dans la Galerie Matthiesen à Berlin en 1929. Il est acheté par le baron Joseph van der Elst (1896 - 1971). Diplomate et collectionneur, le baron quitte son dernier poste, en Autriche et se retire dans son château à Oostkerke près de Bruges où il installe sa collection. Le tableau est reproduit pour la première fois en 1937 par Friedländer. Le catalogue de l'exposition de Bruges en 1953 indique que ce tableau provient d'une collection particulière de l'Italie du Nord. Le tableau est acheté par la collection Frick à la baronne Allison Roebling van der Elst, à Genève, en 1968. 

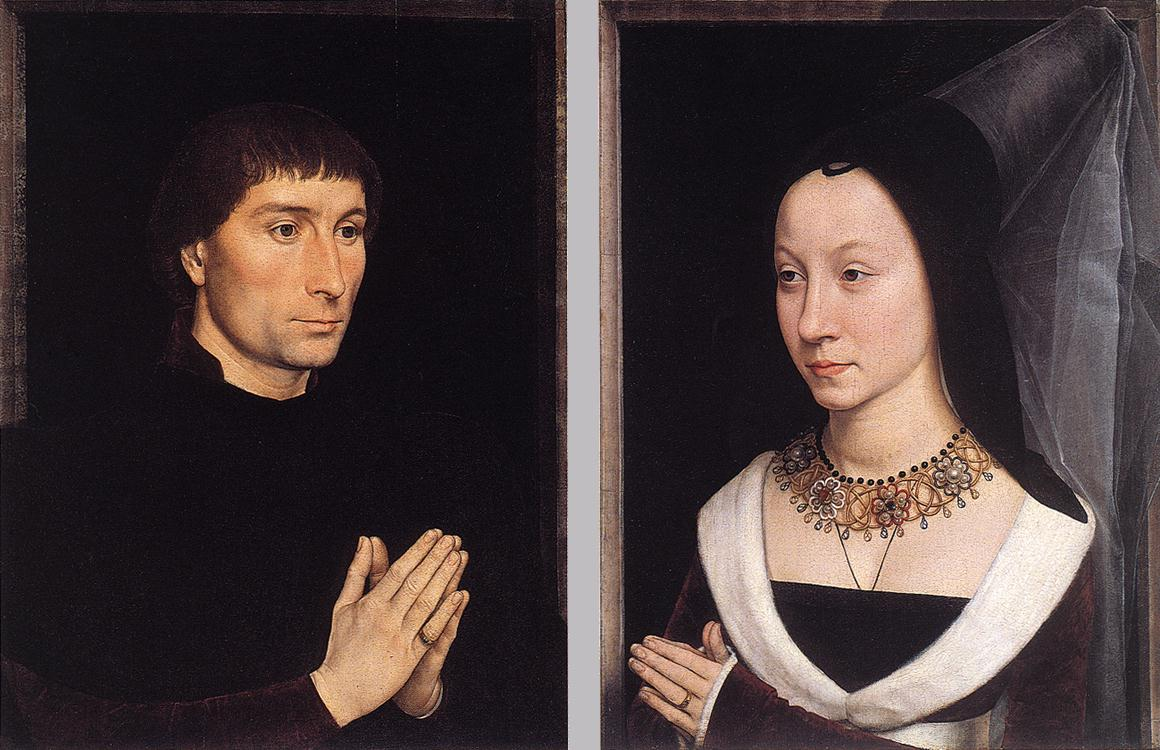
Portraits des époux Portinari. L'épouse, sa coiffe et son voile, sont peints devant le cadre.

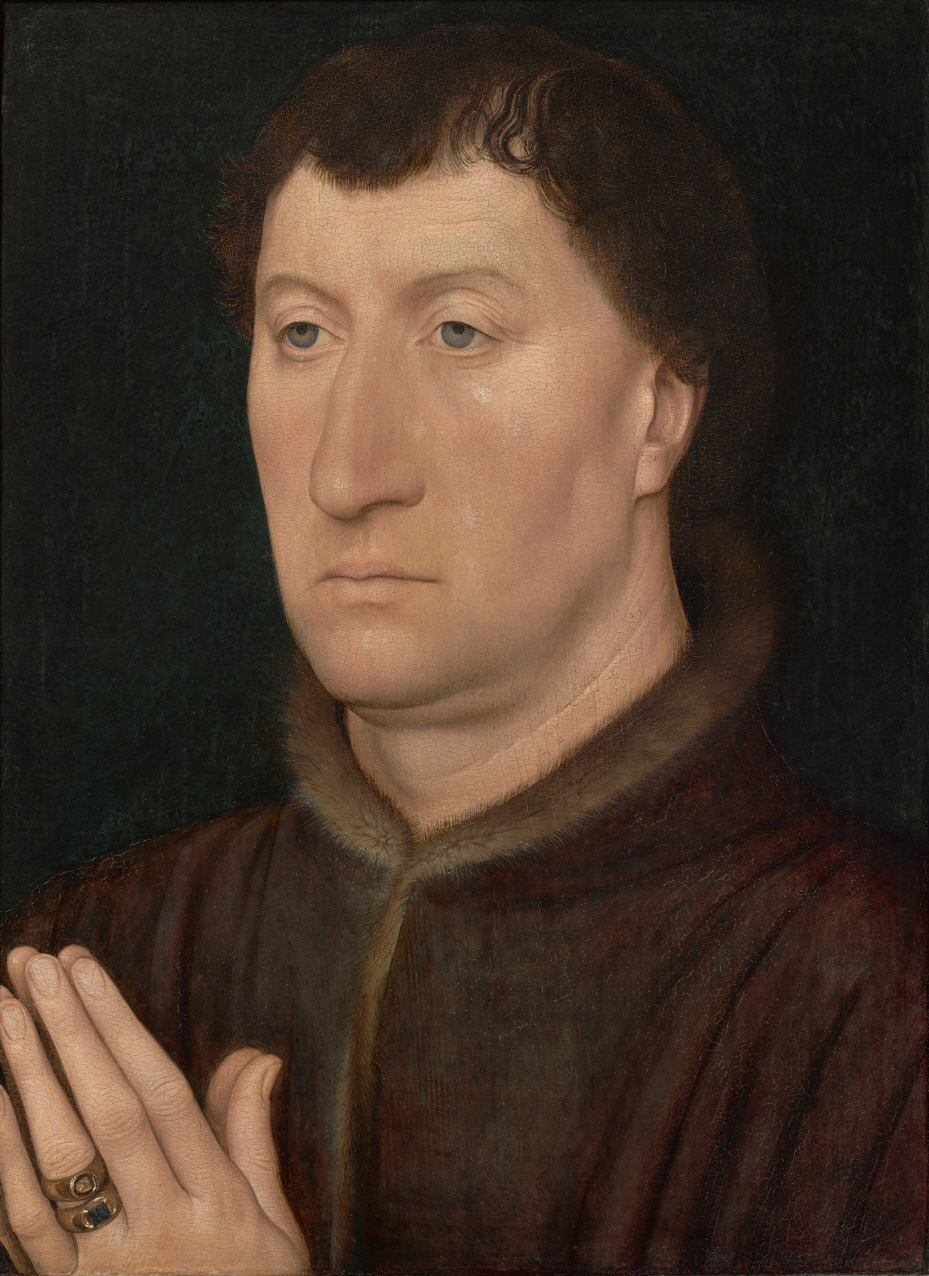
Portrait de Gilles Joye.

## Datation
Une datation ancienne (vers 1470) est généralement admise ; l'examen  dendrochronologique du support laisse supposer que le portrait a été peint après 1453. Il ressemble stylistiquement à d'autres tableaux comme le Portrait d'un couple âgé, peint au début des années 1470. Il s'inscrit par ailleurs dans la série des trois portrait comprenant le Portrait de Gilles Joye et les portraits de Tommaso Portinari et Maria Baroncelli ; ces deux derniers ont probablement été peints vers 1470, année de leur mariage, ou peu après, ou peu après. Maryan Ainsworth constate que Memling fait ici un usage plus abondant du blanc de plomb que dans les portraits Poltinari; c'est pourquoi elle propose une datation un peu plus tardive du panneau - vers 1475.